# Adriaan (voornaam)
Adriaan is een jongensnaam, afgeleid van de Latijnse naam Adrianus of Hadrianus. De vrouwelijke variant is Adriana.
De naam zou betekenen: "afkomstig van of inwoner van Adria of Hadria". De uitspraakvariant met een 'h' is in de loop van de tijd toegevoegd of juist weggelaten. De bekendste man met deze variant is de Romeinse keizer Hadrianus ("zoon van Hadria"). In dit geval is dat waarschijnlijk letterlijk op te vatten of als iemand uit het geslacht Hadria. De Adriatische Zee is ook genoemd naar Adria.

## Varianten
Onder andere de volgende namen zijn varianten of afgeleiden van Adriaan: Aad, Aarjen, Aat, Ad, Adri, Adrie, Aerjen, Ari, Ariaan, Arie, Arius, Arjan, Arjen, Erjen, Hadriaan, Hadrianus, Janus, Jari.
De naam komt ook voor in vele andere talen, onder andere:
- Albanees: Adriatic
- Catalaans: Adrià
- Duits: Adrian, Hadrian
- Engels: Adrian
- Frans: Adrian, Adrien
- Italiaans: Adriano
- Spaans: Adrián
- Zweeds: Adrian

## Bekende naamdragers

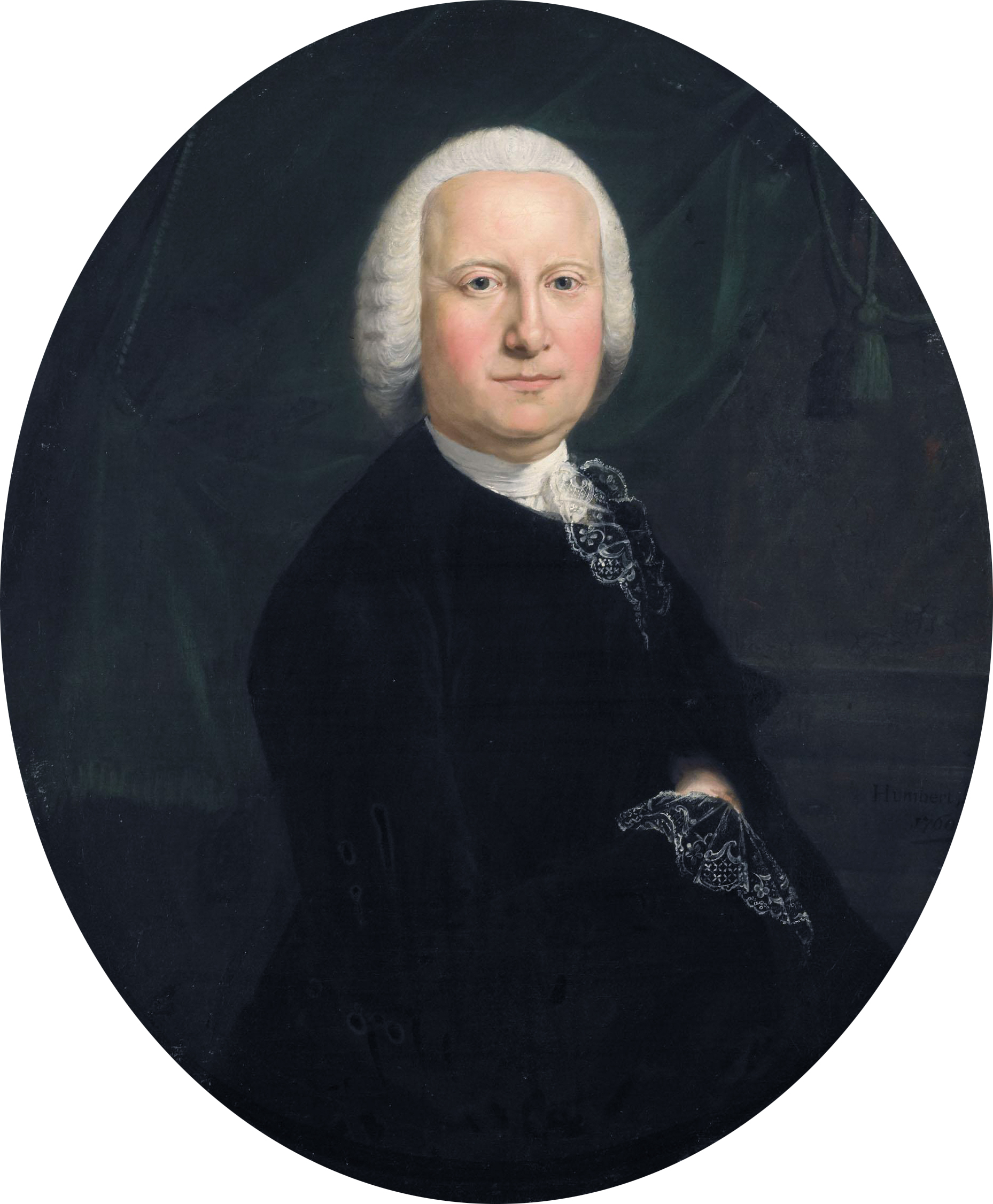
Adriaan du Bois

- Aad van Toor, helft van het duo Bassie en Adriaan
- Adriaan van Dis, Nederlandse schrijver en presentator
- Adriaan Olree, Nederlandse acteur
- Adriaan Roland Holst, Nederlandse dichter
- Adriaan Van den Hoof, Vlaamse acteur
- Adriana of Aerm Ariaentje – oude vrouw uit Zutphen
- Adriaan de Groot, een Nederlandse psycholoog
- Adrie van der Poel, Nederlandse wielrenner
- Adrien de Gerlache, Belgische ontdekkingsreiziger
- Hadrianus, keizer van Rome
- Adriaan Kyvon, de roepnaam van Nederlands komiek André van Duin

## Pausen
- Paus Adrianus I, paus (772-795)
- Paus Adrianus II, paus (867-872)
- Paus Adrianus III, paus (884-885)
- Paus Adrianus IV, paus (1154-1159)
- Paus Adrianus V, paus in 1276
- Paus Adrianus VI, paus (1522-1523)